# London Southend repülőtér
A London Southend repülőtér (IATA: SEN, ICAO: EGMC) Anglia egyik nemzetközi repülőtere, amely Rochford közelében található. Éves utasforgalma 89 361 fő (2022). Jelenleg Anglia egyik leggyorsabban növekvő repülötere. Emellett negyven percre áll a Stratford-i állomástól. Továbbá található benne üzletek és egy kocsma is.

## Története
A repülőteret az első világháború idején, 1914-ben hozták létre mint potenciális leszállóhely. Egy évvel később az első repülést A. W. Robinson repülő alhadnagy hajtotta végreegy Blierot repülőgéppel, hogy elfogjon egy német zeppelint, sikertelenül. A Királyi haditengerészet később bázisként használták fel.
1933-ban a területet megvásárolta a Southend-i tanács, két évvel később már az önkormányzat tulajdonát képezte.
A második világháborúban a légiügyi minisztérium tulajdonában állt, és átkeresztelték RAF rochford-ra. Ekkor vadásszázadoknak, katonáknak, civileknek adott otthont.
A háború befejeztével újra a tanácsé lett a központ, és járatok indultak újra többek között a Csatorna-szigetekre, és Oostendebe.
Az 1950-es években új kifutópályákat szereltek fel.
Az 1960-as években a British United Air Ferries (ma British Air Ferries, BAF) a repülötér részévé vált, mert ez nyújtotta a csatornaközi utazásokat, ebben az évtizedben rekordot döntöttek: 692 686 utas használta a repülőteret 1967-ben.
Az 1970-es években a repülés kezdett hanyatlani, de a BAF, és az Air UK menetrend szerinti járatati indultak a Csatorna-szigetekre, és Európába is.
Az 1990-es években a tanács megszüntette a tulajdonjogát a reptér felett, és eladta a Regional Airports Ltd.-nek.
A 2000-es, 2010-es évek az Esken vásárolta meg, akik korszerűsítették a navigációt, a világítást, megnövelték a kifutópályát 300m-el, kicserélték a irányítótornyot,  2011-ben vasútállomást nyitottak, és ebben az évben szerződést kötöttek az EasyJet-tel.

## Futópályák
A repülőtér futópályái:
- 05/23 (1856 m, 36 m, aszfalt)

## Forgalom
Az utasforgalom az elmúlt években az alábbi módon változott:
| Utasok száma | 488 383 | 488 697 | 202 713 | 62 412 | 121 219 | 600  | 4959 | 44 075 | 900 648 | 89 361 |
|              | 1961    | 1968    | 1975    | 1981   | 1988    | 1995 | 2002 | 2008   | 2015    | 2022   |